# Wesley Jonathan
Wesley Jonathan (Los Angeles, 18 de outubro de 1978) é um ator e cantor norte-americano. Seus papéis notáveis incluem: Jamal Grant na sitcom da NBC City Guys (1997–2001), Gary Thorpe em What I Like About You (2002–2006), Sweetness no filme Roll Bounce (2005), e Fletcher "Stamps" Ballentine em The Soul Man (2012–2016), da TV Land.

## Carreira
Jonathan começou sua carreira de ator no início dos anos 1990 e teve dois papéis principais em duas séries: City Guys como Jamal Grant e What I Like About You, ao lado de Amanda Bynes e Jennie Garth como Gary Thorpe. Jonathan conseguiu seu primeiro trabalho em um videoclipe para Melissa Manchester. Ele então começou a trabalhar em 21 Jump Street.
Jonathan estrelou, coestrelou e teve participações especiais em diversos filmes e programas de televisão, incluindo: Sister, Sister, Moesha, Boy Meets World, Smart Guy, Baywatch, A Different World, Boston Public, Divine Intervention, Roll Bounce e o filme de 1995 Panther como Bobby Hutton.

## Vida pessoal
Jonathan nasceu em Los Angeles é casado com Tamara Mitchell. Eles têm uma filha. Ele foi criado como Testemunha de Jeová.

## Filmografia

### Filme
| Ano  | Título                                     | Papel                 | Notas         |
| ---- | ------------------------------------------ | --------------------- | ------------- |
| 1995 | Panther                                    | Little Bobby Hutton   |               |
| 2002 | Storm Watch                                | Ravi                  |               |
| 2002 | Scream at the Sound of the Beep            | Arsenio               |               |
| 2003 | The United States of Leland                | Bengel                |               |
| 2003 | Baadasssss!                                | Panther               |               |
| 2005 | Roll Bounce                                | Sweetness             |               |
| 2006 | Crossover                                  | Noah Cruise           |               |
| 2007 | Remember the Daze                          | Biz                   |               |
| 2007 | National Lampoon's Bag Boy                 | Alonzo Ford           |               |
| 2007 | Divine Intervention                        | Reverend Robert Gibbs |               |
| 2008 | Cuttin' Da Mustard                         | Tyree                 |               |
| 2009 | B-Girl                                     | Carlos                |               |
| 2009 | Steppin: The Movie                         | Terence               |               |
| 2010 | Speed-Dating                               | Too Cool              |               |
| 2011 | Budz House                                 | Bud                   |               |
| 2011 | Lone                                       | Darian Gaynor         | Curta         |
| 2012 | Dysfunctional Friends                      | Brett                 |               |
| 2012 | What Goes Around Comes Around              | Tyree                 | Video         |
| 2012 | Basketball Wives the Movie (trailer) Spoof | Detetive              | Curta         |
| 2013 | Love Will Keep Us Together                 | Lee                   | Filme para TV |
| 2013 | Make Your Move 3D                          | Nick                  |               |
| 2014 | 4Play                                      | Todd                  |               |
| 2015 | Whitney                                    | Babyface              | Filme para TV |
| 2016 | Bad Dad Rehab                              | Shawn                 | Filme para TV |
| 2018 | A Boy. A Girl. A Dream.                    | Ele mesmo             |               |
| 2019 | I Left My Girlfriend for Regina Jones      | John Mr. MVP          |               |
| 2020 | Trigger                                    | Collin Mass           |               |
| 2021 | The Men in My Life                         | Sean Helms            |               |
| 2022 | The Stepmother 2                           | Chris Harris          |               |
| 2023 | Best Friend                                | Derrick               |               |

### Televisão
| Ano       | Título                         | Papel                   | Notas                                                         |
| --------- | ------------------------------ | ----------------------- | ------------------------------------------------------------- |
| 1990      | 21 Jump Street                 | Kelly                   | Episode: "Hi Mom"                                             |
| 1990      | Get a Life                     | Eddie                   | Recorrente                                                    |
| 1991      | Baywatch                       | Jordan                  | Episode: "Nightmare Bay: Part 1 & 2"                          |
| 1992      | A Different World              | South Central Looter #3 | Episode: "Honeymoon in L.A.: Part 2"                          |
| 1993      | Crime & Punishment             | DeRon                   | Episode: "Right to Bear Arms"                                 |
| 1993-94   | Thea                           | Riddick                 | Recorrente                                                    |
| 1994      | Sister, Sister                 | Charles/Michael         | Episode: "First Dates" & "A Tall Tale"                        |
| 1995      | Misery Loves Kompany           | Conner                  | Elenco principal                                              |
| 1995      | Boy Meets World                | T.J.                    | Episode: "Train Of Fools"                                     |
| 1996      | Moesha                         | Norman                  | Episode: "Million Boy March"                                  |
| 1996      | Minor Adjustments              | Henry Harrison          | Recorrente                                                    |
| 1996      | Promised Land                  | Brandon                 | Episode: "The Expatriate"                                     |
| 1996      | NewsRadio                      | Kid #1                  | Episode: "Arcade"                                             |
| 1996      | Sister, Sister                 | Pico                    | Episode: "Double Exposure"                                    |
| 1997      | The Practice                   | David Piper             | Episode: "Part VI"                                            |
| 1997      | Smart Guy                      | Tyler                   | Episode: "Lab Rats"                                           |
| 1997-2001 | City Guys                      | Jamal Grant             | Main cast                                                     |
| 1998      | The Parent Hood                | Shake                   | Episode: "Color Him Father"                                   |
| 1998      | NYPD Blue                      | Orlando Patterson       | Episode: "The One That Got Away"                              |
| 1998      | USA High                       | Anthony                 | Episode: "Winnie's Brother"                                   |
| 2001      | Boston Public                  | Tyronn Anderson         | Episode: "Chapter Twelve" & "Chapter Fifteen"                 |
| 2001      | Judging Amy                    | -                       | Episode: "Darkness for Light"                                 |
| 2001      | Felicity                       | Max                     | Episode: "Boooz"                                              |
| 2002-06   | What I Like About You          | Gary Thorpe             | Elenco principal                                              |
| 2003      | Greetings from Tucson          | Saul                    | Episode: "Maria's Boyfriend" & "The First Time"               |
| 2008      | CSI: Miami                     | Ross Nelson             | Episode: "Won't Get Fueled Again"                             |
| 2008      | NCIS                           | Greg                    | Episode: "Silent Night"                                       |
| 2009      | Cold Case                      | Billy Jeremiah Sanders  | Episode: "Soul"                                               |
| 2010      | Love That Girl!                | Guy                     | Episode: "My Guy Friend"                                      |
| 2011      | 90210                          | Vaughn Floyd            | Episode: "Revenge with the Nerd"                              |
| 2011      | The Celibate Nympho Chronicles | Darnel                  | Episode: "100 Days with No D"                                 |
| 2011      | Reed Between the Lines         | Michael                 | Episode: "Let's Talk About Daddy's Little Girl"               |
| 2011-14   | The LeBrons                    | Kid (voz)               | Elenco principal                                              |
| 2012      | Prime Suspect                  | Dwayne                  | Episode: "Ain't No Sunshine"                                  |
| 2012-16   | The Soul Man                   | "Stamps" Ballentine     | Elenco principal                                              |
| 2013-14   | Almost Home                    | Carlos                  | Papel principal: 1° temporada, papel recorrente: 2° temporada |
| 2017      | The New Edition Story          | Michael Jonzun          | Episode: "Part 1"                                             |
| 2017      | Family Time                    | Thomas                  | Episode: "Reunited and It Feels So Good" & "Cold Feet"        |
| 2018      | The Rookie                     | Prius Owner             | Episode: "Crash Course"                                       |
| 2018-21   | Monogamy                       | Carson                  | Elenco principal                                              |
| 2021      | Partners in Rhyme              | Boston                  | Recorrente                                                    |